# 東京都立八王子特別支援学校
東京都立八王子特別支援学校（とうきょうとりつ はちおうじとくべつしえんがっこう）は、東京都八王子市台町三丁目にある公立特別支援学校。知的障害児を教育対象とする。

## 沿革
- 1966年（昭和41年）4月 - 東京都立八王子養護学校として開校
- 1997年（平成9年） 4月 - 新校舎完成
- 2007年（平成19年）3月 - 東側校舎増築工事完了
- 2008年（平成20年）4月 - 学校名を「東京都立八王子特別支援学校」に変更
- 2020年（令和2年）4月から2022年（令和4年）3月まで改修のため休校。生徒は同年開校の東京都立八王子西特別支援学校に転校、教員は異動。[1]
- 2022年（令和4年） - 小学部・中学部設置校として再開[2]。

## 教育方針
- 健康な体と豊かな心をはぐくむ。
- 個性を生かし、主体的をはぐぐみ、生活する力を育てる。
- 仲間を思いやり、仲間と協力する力を育てる。
- 自ら考え、判断し、表現して行動する力を育てる。
- 社会の一員として、働く意欲と自立する力を育てる。

## 学校基本情報
- 校長：吉田真理子
- 教職員数：167名
- 生徒数：442名
- 学級数：77学級

（平成28年4月現在）